# إعلان استقلال الجمهورية التركية لشمال قبرص
إعلان استقلال الجمهورية التركية لشمال قبرص هو إعلان الاستقلال من طرف واحد وهو البرلمان القبرصي التركي في 15 نوفمبر 1983. وبعد ثماني سنوات من إعلان دولة قبرص الاتحادية التركية (سنة 1975) قدم الزعيم القبرصي التركي ورئيس دولة قبرص الشمالية رؤوف دنكطاش إعلان شمال قبرص إلى البرلمان القبرصي التركي في شمال نيقوسيا في 15 نوفمبر 1983. دولة تتبنى حقوق الإنسان وترغب بالعيش جنبًا إلى جنب مع السكان القبارصة اليونانيين، وانتهت بإعلان شمال قبرص دولة مستقلة وذات سيادة، وأطلق عليها اسم الجمهورية التركية لشمال قبرص. ووافق البرلمان القبرصي التركي على القرار بالإجماع بالمصادقة على الإعلان في نفس اليوم.

## ردود الفعل
أصدر مجلس الأمن التابع للأمم المتحدة قرارين (541 و550) يعلنان أن إعلان الاستقلال القبرصي التركي غير صالح قانونًا، وطلب من الدول الأخرى بعدم الاعتراف بالإعلان وطالب بسحبه.

## الاعتراف
اعترفت تركيا رسميًا بشمال قبرص في اليوم الذي تم فيه إعلان الاستقلال الخاص بها. وأصدر برلمان جمهورية ناخيتشيفان المتمتعة بالحكم الذاتي والتابعة لأذربيجان قرارًا يعترف بجمهورية شمال قبرص التركية كدولة ذات سيادة.

## قرار محكمة العدل الدولية بشأن إعلان الاستقلال
في 22 يوليو 2010 قررت محكمة العدل الدولية التابعة للأمم المتحدة غير الملزمة قانونًا (فيما يتعلق بكوسوفو) أن "القانون الدولي لا يتضمن أي حظر على إعلانات الاستقلال"؛ انظر الوضع السياسي لكوسوفو. كان من المتوقع أن يعزز الحكم المطالب باعتراف شمال قبرص. واعتبر قرار محكمة العدل الدولية ملهمًا وخيارًا آخر للقبارصة الأتراك.